# Antonia Santos
 María Antonia Santos Plata (Pinchote, 10 de abril de 1782-Socorro, 28 de julio de 1819). Heroína y mártir de la Independencia de Colombia
Es considerada como una de las mujeres más representativas de la historia de Colombia junto a Policarpa Salavarrieta, Manuela Beltrán, Manuela Sanz de Santamaría, Clemencia Caycedo y Manuelita Sáenz, ya que se unió a la causa de Simón Bolívar. También se considera uno de los referentes femeninos más importantes de la historia del departamento de Santander y del país en general.
Creó la guerrilla de Coromoro y Cincelada, la primera que se formó en la provincia del Socorro para luchar contra la invasión española y su hermano Fernando Santos Plata se convirtió en uno de los jefes de esta guerrilla. Este grupo interceptó las comunicaciones de las tropas realistas, aprovisionaban y mantenían informadas a las fuerzas rebeldes y tuvieron un papel importante en las batallas de Pantano de Vargas y de Boyacá.
Traicionada por uno de sus amigos, Santos fue arrestada y llevada a prisión al calabozo, hoy denominado Antonia Santos Plata en su honor, ubicado en el corregimiento de Cincelada, Coromoro, y posteriormente fue ejecutada el 28 de julio de 1819, culpable de lesa majestad. 
Entre sus descendientes están Eduardo Santos y Juan Manuel Santos, presidentes de Colombia en 1938-1942 y 2010-2018, respectivamente.

## Biografía

### Juventud
María Antonia Santos Plata y Meneses Rodríguez nació en Pinchote, Provincia de Pamplona (actual Norte de Santander) el 10 de abril de 1782, bajo la dominación española de Colombia, en el hogar de hacendados de la región; de hecho su padre fundó el pueblo donde nació. Fue bautizada el 11 de abril de 1782, siendo sus padrinos Casimiro Gómez y Casilda Plata. 
Su niñez y juventud discurrieron, al lado de sus padres en la hacienda de la Mina y El Hatillo, recibiendo la educación y formación usual de las mujeres de su época: labores propias del hogar y del campo, la religión católica y prácticas piadosas y conocimientos de aritmética, escritura, gramática y lectura.
Sin embargo su educación se vio también influenciada por el ambiente de rebeldía y descontento de la época, ya que en la zona ya se estaba sintiendo el malestar contra el colonialismo español, que se proyectó en el movimiento de los comuneros de 1781. De hecho, su familia estaba vinculada fervorosamente desde los primeros momentos a la lucha en favor de la emancipación del Nuevo Reino de Granada. 
Antonia, la sexta de las hijos del matrimonio Santos Plata, asumió la representación moral y material del hogar, al morir su madre en los primeros meses de la Reconquista española.

### Lucha revolucionaria
Santos preparó y sostuvo la guerrilla de Coromoro (también llamada Guerrilla de Santos) que fue la primera que se organizó en la Provincia del Socorro para luchar contra los invasores españoles combatiendo el Régimen del Terror y apoyar al ejército patriota en la Campaña Libertadora de 1819, destacándose por ser la más organizada y la que peleó más bravamente durante los tres años de la Reconquista, teniendo como centro de actividades la hacienda El Hatillo, de propiedad de su familia. 
Fueron jefes de esta guerrilla su hermano Fernando Santos Plata, José Gabriel Tobar, Camilo Gaona, José Manuel Ruiz y otros hombres de la región. Inicialmente la guerrilla tuvo cuarenta miembros, y posteriormente aumentó con las gentes que se fueron integrando a medida que el terror de la Reconquista penetraba en todos los pueblos.

### Muerte

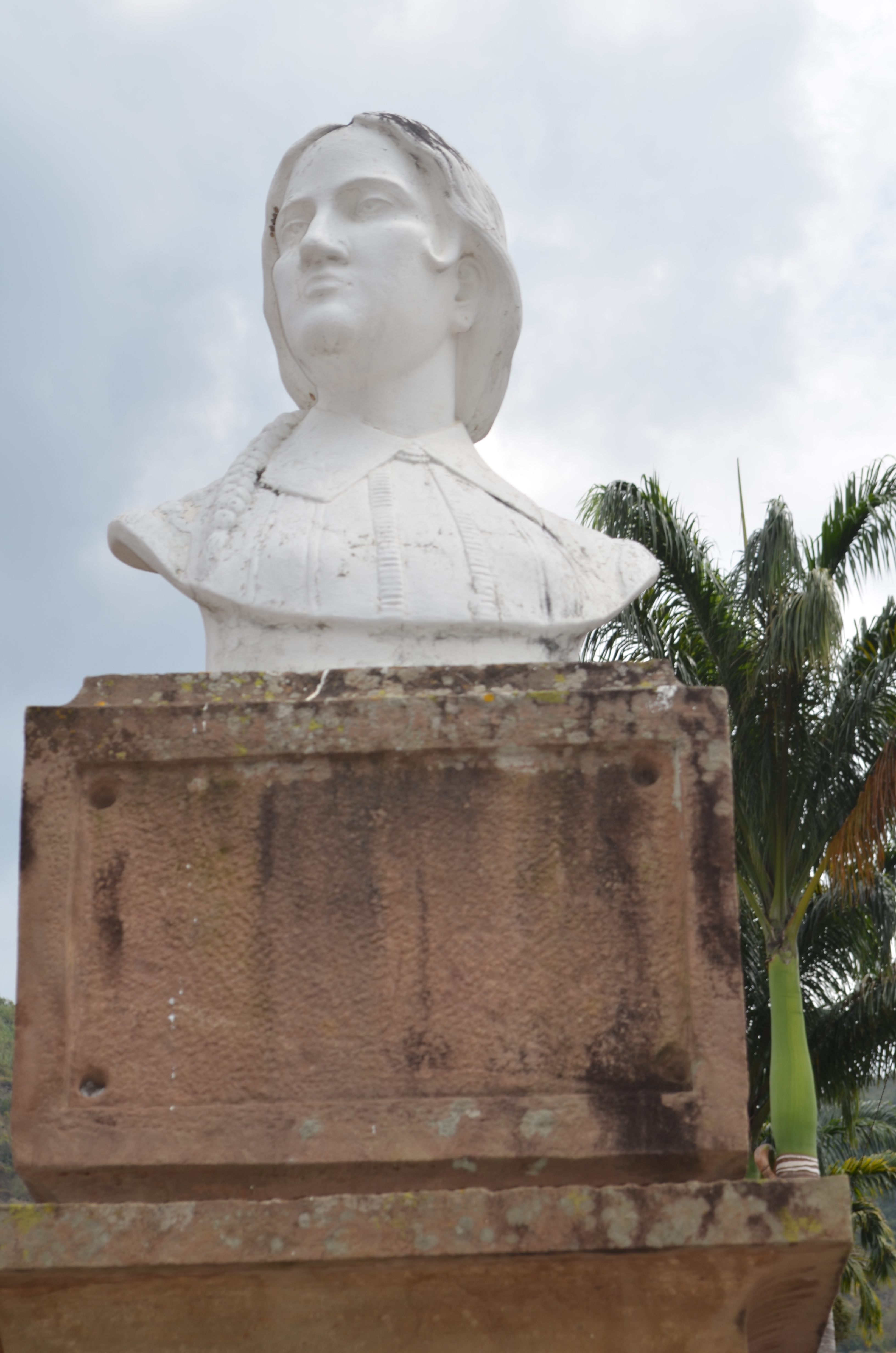
Busto de Antonia Santos Ubicado en el municipio de Pinchote Santander.

El 12 de julio de 1819, el destacamento militar español, comandado por el capitán Pedro Agustín Vargas, llegó sorpresivamente a la hacienda de El Hatillo, y en la casa principal de la familia aprehendió a Santos, a su hermano menor Santiago y a su sobrina Helena Santos Rosillo, junto con dos esclavos, siendo conducidos inmediatamente a Charalá, pasándolos por Cincelada, y fueron llevados a la población de Socorro, donde fueron encerrados en los calabozos junto a otros numerosos detenidos por razones políticas. 
Santos prefirió la muerte que la delación y el 16 de julio de 1819, en un breve sumario, le fue dictada la sentencia de muerte junto a los próceres Isidro Bravo y Pascual Becerra, como enemigos de la causa del rey y reos de lesa majestad. El 27 de julio fueron puestos en capilla como condenados a muerte. 
El 28 de julio de 1819, a las diez y media de la mañana, Santos fue llevada al cadalso, ubicado en un ángulo de la plaza del Socorro, junto con sus compañeros Pascual Becerra e Isidro Bravo; iban acompañados por el cura de la parroquia, presbítero N. Torres. Fue acompañada por su hermano Santiago Santos, a quien le entregó sus alhajas de oro y su testamento; al oficial que mandaba la escolta le obsequió el anillo que llevaba puesto. Un sargento la ató al patíbulo y le vendó los ojos, se dio el redoblante y la escolta hizo fuego, consumándose así su muerte con 37 años.

## Legado

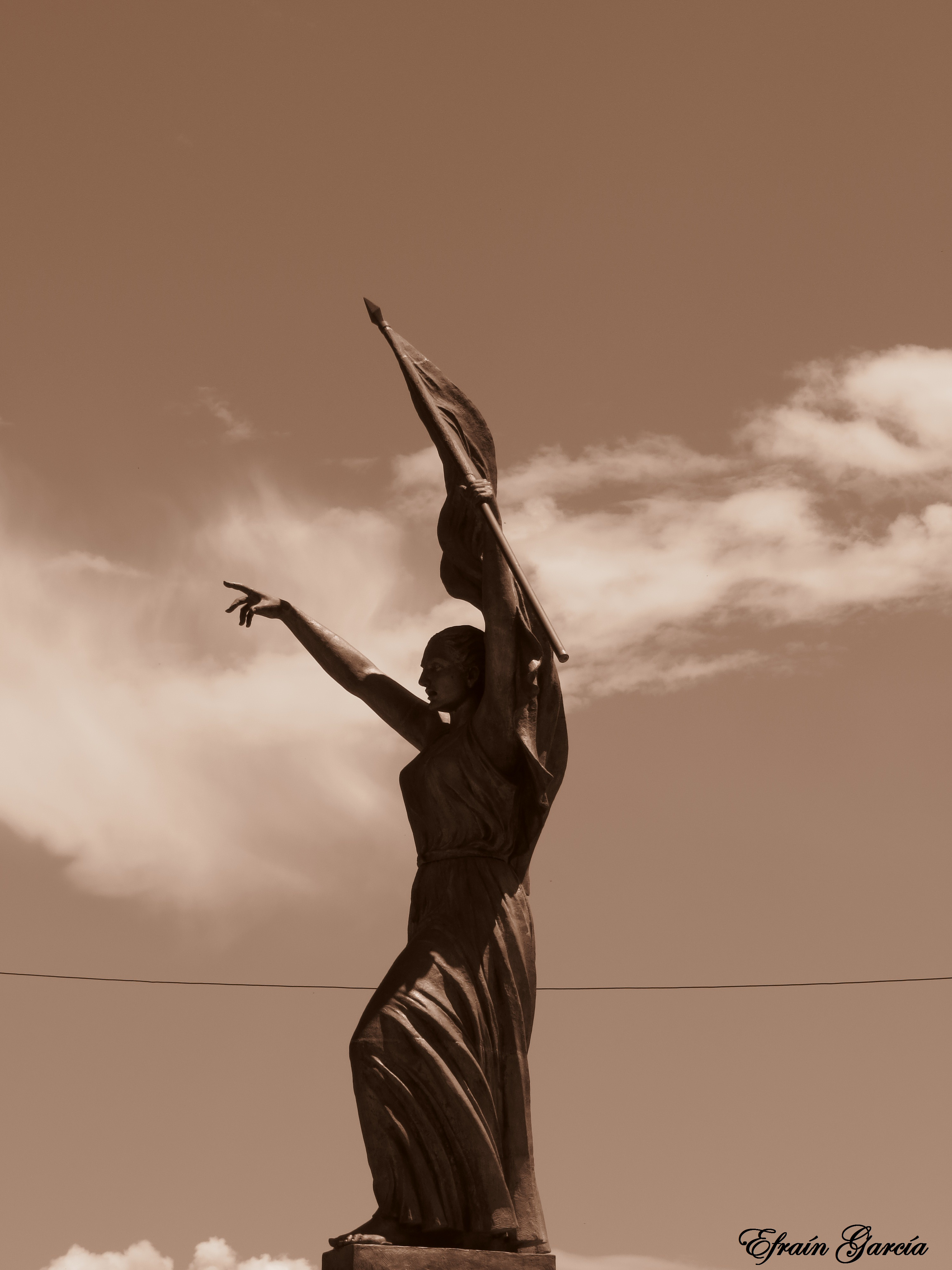
Monumento a Santos, Socorro, Santander.

Aún con Santos en prisión y en el cadalso, las guerrillas de Coromoro, Charalá, Cincelada, Ocamonte y otras más, continuaron enfrentándose al ejército realista: en los primeros días de agosto de 1819, más exactamente entre los días 4 y 7, impidieron el refuerzo a las tropas reales de José María Barreiro, que luchaban en los campos del Pantano de Vargas y Boyacá, en la Batalla del río Pienta en Charalá, siendo esta acción muy decisiva para el triunfo de los patriotas y la culminación de la Independencia.
La muerte de Santos, fue el detonante principal que dio origen a la Batalla de Pienta, en lo que hoy es el municipio de Charalá en Santander. Esta confrontación entre lugareños de Charalá, quienes improvisaron un ejército con más valor moral y sed de libertad que de posibilidades, lograron atrasar el refuerzo de más de 800 hombres comandados por el coronel Español Lucas González quien, por virtud de la batalla de Pienta, no pudo llegar a tiempo para reforzar el ejército del general Barreiro para la contienda de la batalla de Boyacá.

## Homenajes
En honor a sus acciones heroicas, el batallón ASPC n.º 7 de la séptima brigada de la cuarta división del Ejército Nacional de Colombia lleva el nombre de «Antonia Santos».

## Familia

### Ascendencia
Antonia Santos es matriarca de una de las familias más poderosas e influyentes de Colombiaː Los Santos. 
Antonia fue la sexta de 12 hijos del hacendado Pedro de los Santos Meneses y de su esposa Petronila Plata Rodríguez, quien murió en los primeros meses de la reconquista española. Pedro era nieto de Juan de los Santos, un español nacido en Cádiz y de quien desciende toda la familia Santos. El padre de Pedro, Bernabé de los Santos García es el primer miembro de la familia nacido en Colombia.

### Descendencia
Uno de sus numerosos hermanos, José María Santos Plata, es cabeza de la línea familiar más importante de este clan. José María fundó el pueblo de Coromoro, en Santander, y fue el padre del periodista Francisco Santos Galvis, padre de Eduardo y Enrique Santos Montejo. Eduardo, casado con Lorenza Villegas Restrepo, hermana del periodista Alfonso Villegas Restrepo, no dejó descendencia. 
Por su parte Enrique fue padre de los periodistas Enrique y Hernando Santos, que casados con las hermanas Clemencia y Elena Calderón Nieto dieron origen a los primos Santos Calderónː Hijos de Enrique son los hermanos Luis Fernando, Hernando y Juan Manuel Santos Calderón.